# Palazzo Pisani de Lazzara
Palazzo Pisani de Lazara è un edificio civile padovano.
Costruito nel 1783 come primo esempio di architettura neoclassica in città; il progetto si deve all'architetto Giannantonio Selva.